# М'яка мозкова оболона
М'яка́ мозкова́ оболо́на (лат. pia mater — «ніжна мати») — найтонша з мозкових оболон, мембран, що оточують головний і спинний мозок. Дві інші оболони головного мозку — тверда й павутинна. М'яка й павутинна мозкові оболони — походять від нервового гребеня, тоді як тверда мозкова — від ембріональної мезодерми.
Тонка мозкова оболона схожа на волокнисту тканину, й добре проникна для води та розчинених у ній речовин Крізь неї проходять судини, які живлять мозок. Периваскулярний простір між кровоносними судинами і м'якою мозковою оболоною деякими дослідниками пропонується вважати частиною псевдолімфатичної системи головного мозку.
У результаті запалення мозкової оболони виникає менінгіт. Усіляке подразнення мозкових оболон викликає менінгеальний синдром.

## Структура
М'яка мозкова оболона — це тонка напівпрозора оболонка, схожа на сітку, яка охоплює майже всю поверхню мозку. Вона відсутня лише в природних отворах між шлуночками, отвором Мажанді та отвором Люшка. М'яка мозкова оболона щільно прилягає до поверхні мозку і вільно з'єднується з павутинним шаром. Тому часто ці дві оболони вважають за одну структуру й називають лептоменінкс (від грец. λεπτός, що означає «тонкий»). Відповідно тверда оболонка грецькою мовою називається пахіменінкс. Ці два грецьких терміни фігурують у назвах захворювань відповідних мозкових оболон — лептоменінгіту та пахіменінгіту. Простір між павутинною та м'якою мозковими оболонами називається субарахноїдальним. В ньому циркулює спинномозкова рідина, вироблена хоріоїдним сплетенням. Субарахноїдальний простір містить трабекули або волокнисті нитки, які з'єднують та стабілізують ці дві оболони, забезпечуючи як належний захист, так і циркуляцію цереброспінальної рідини.
Тонка м'яка оболона складається з волокнистої сполучної тканини, яка покрита шаром пласких клітин, непроникних для рідини на зовнішній поверхні. Мережа дрібних кровоносних судин, що кровопостачає головний та спинний мозок, проходить крізь мембрану м'якої мозкової оболони.
Незважаючи на те, що на те, м'яка мозкова оболона головного й спинного мозку структурно схожі, їх часто розділяють на дві частини — черепну (лат. pia mater encephali) та спинномозкову (лат. pia mater spinalis).

### Черепна частина м'якої мозкової оболони
Черепна частина м'якої мозкової оболони прикріплена до головного мозку відростками астроцитів, які належать до гліальних клітин, відповідальні за багато функцій, включаючи підтримку міжклітинного простору. Черепна частина м'якої мозкової оболони з'єднується з епендимою, яка вистилає мозкові шлуночки, утворюючи судинні сплетення, які виробляють спинномозкову рідину. Разом із іншими мозковими шарами функція м'якої мозкової оболони полягає в механічному захисті центральної нервової системи за допомогою ліквору, який міститься в ній і амортизує головний та спинний мозок.
Черепна частина м'якої мозкової оболони покриває поверхню мозку, проходячи між мозковими звивинами та пластинками мозочка. Вона також утворює судинні сплетення бічного та третього шлуночків. На рівні мозочка мембрана м'якої мозкової оболони стає більш менш міцною через довжину кровоносних судин, а також зменшення зв'язку з корою головного мозку.

### Спинна частина м'якої мозкової оболони
Повторює всі вигини спинного мозку і прикріплюється до твердої мозкової оболони через 21 пару зубчастих зв'язок, які проходять через павутинну і тверду мозкову оболони спинного мозку. Ці зв'язки допомагають закріпити спинний мозок і запобігають руху з боку в бік, забезпечуючи стабільне положення. М'яка мозкова оболона тут набагато товща ніж у черепній частині через двошарову будову, в основному, за рахунок внутрішнього шару, який складається з переважно сполучної тканини. Між двома шарами є простори, які обмінюються вмістом із субарахноїдальною порожниною не гірше за кровоносні судини. У точці, в якій м'яка мозкова оболона сягає медулярного конуса на кінці спинного мозку, оболона перетворюється на тонку нитку, яка називається кінцевою або термінальною ниткою (лат. filum terminale) . Зрештою ця нитка змішується з такою самою ниткою, утвореною твердою мозковою оболоною і йде аж до куприка, де зливається з окістям і утворює куприкову зв'язку. Там вона називається центральною зв'язкою й допомагає рухам тулуба тіла.

## Функція
У поєднанні з іншими оболонами м'яка мозкова оболона захищає центральну нервову систему (ЦНС), її судини та закриває венозні синуси поблизу структур ЦНС, Вона містить спинномозкову рідину та утворює перегородки з кістками черепа. Спинномозкова рідина (ліквор), м'яка та інші мозкові оболони працюють разом як захисний шар мозку, при цьому ліквор часто називають четвертим шаром мозкових оболонок.

### Виробництво та обіг спинномозкової рідини
Спинномозкова рідина (СМР) циркулює шлуночками, цистернами та субарахноїдальним простором у головному та спинному мозку. Близько 150 мл її постійно знаходиться в обігу і постійно оновлюється завдяки щоденному виробництву майже 500 мл рідини. СМР в основному секретується хоріоїдним судинним сплетенням ; однак приблизно одна третина ліквору виділяється піа-матер та іншими шлуночковими епендимальними поверхнями (епендима — тонка епітеліальна мембрана, що вистилає мозок та центральний канал) та павутинною оболоною. СМР рухається від шлуночків і мозочка через три отвори мозку, прямуючи до головного мозку й закінчуючи свій цикл у венозній крові за допомогою таких структур, як павутинні (пахіонові) грануляції . М'яка мозкова оболона охоплює кожну поверхневу щілину мозку, крім отворів і забезпечуює безперервну циркуляцію ліквору .

### Периваскулярні простори
Завдяки м'якій мозковій оболоні утворюються периваскулярні простори (простори Вірхова-Робіна), які відносять до псевдолімфатичної системи мозку. Кровоносні судини, які йдуть до мозку, спочатку проходять поверхнею м'якої мозкової оболони, а потім проникають досередини й далі прямують до мозку. Внаслідок цього м'яка оболона нещільно прилягає до судин з утворенням простору навколо кожної судини, який називають периваскулярним простором. Це критично важливо, оскільки мозок не має справжньої лімфатичної системи. В решті частин тіла невелика кількість білка здатна витікати з паренхіматозних капілярів через лімфатичну систему. У мозку ж вона потрапляє в інтерстиціальний простір . Білкові сполуки можуть виходити через дуже проникну м'яку оболону й потрапляти в субарахноїдальний простір, потім у спинномозкову рідину (СМР) й далі в мозкові вени.

### Проникність
Завдяки високій проникності м'якої мозкової оболони та епендими вода і дрібні молекули в лікворі (спинномозковій рідині) здатні потрапляти в інтерстиціальну рідину мозку, тому інтерстиціальна мозкова рідина і ліквор дуже схожі за складом. Однак, завдяки великій кількості астроцитарних відростків, які відповідають за з'єднання капілярів і м'якої оболони, за необхідності рівень дифузії речовин, які надходять до ЦНС, може обмежуватися.
Різниця в проникності між м'якою оболоною й гематоенцефалічним бар'єром на практиці призводить до того, що багато ліків, які вільно проходять у кров'яне русло, не можуть потрапити в мозок, і їх потрібно вводити в ліквор (СМР) напряму.
До структур, які належать до гематоенцефалічного бар'єру, відносять зокрема:
- Ендотелій капілярів
- Базальну мембрану, що оточує зовні кожен капіляр.
- Цибулиноподібні «ніжки» астроцитів, які щільно обліплюють капіляри.

### Компресія спинного мозку
М'яка мозкова оболона також слугує для захисту спинного мозку від деформації при механічному стисненні. Завдяки високій ступені пружності м'яка мозкова оболона здатна забезпечити обмеження зміни форми спинного мозку та його відновлення до первісної форми після декомпресії.

### Іннервація
У межах м'якої мозкової оболони розташовуються аферентні волокна вентральних (передніх) спиномозкових корінців — немієлінізовані чутливі аксони, які передають сенсорну інформацію з м'якої оболони, наприклад, біль, при різних патологічних станах — грижі диска, травмах хребта тощо.

## Еволюція
Значне збільшення розмірів півкулі головного мозку впродовж еволюції стало можливим частково завдяки розвитку м'якої мозкової оболони, через яку важливі кровоносним судини глибоко проходять у мозкову речовину й забезпечують її необхідними поживними речовинами. Протягом усього життя на землі нервова система тварин продовжувала еволюціонувати до більш компактної та посиленої організації нейронів та інших клітин нервової системи. Цей процес найбільш очевидний у хребетних, особливо у ссавців, у яких збільшений розмір мозку, як правило, конденсується в менший простір завдяки наявності на поверхні півкулі борозен, що ділять поверхню мозку на звивини. Завдяки цьому збільшується поверхня сірої речовини. Розвиток мозкових оболон та існування окремої м'якої оболони вперше було відзначено у хребетних, і відігравало все більшу роль у мозку ссавців з більшим мозком.

## Патологія
Менінгіт — запалення м'якої та павутинної оболон. Найчастіше його викликають бактерії, які потрапили в субарахноїдальний простір, але причинами можуть бути й грибки, а також неінфекційні чинники, наприклад, деякі ліки. Вважається, що при бактеріальному менінгіті бактерії потрапляють в центральну нервову систему через кров. Молекулярні чинники, необхідні цим патогенним мікроорганізмам аби подолати оболони мозку та гематоенцефалічний бар'єр, ще недостатньо вивчені. Усередині субарахноїдального (підпавутинного) простору бактерії розмножуються й викликають запалення внаслідок дії токсинів, таких як перекис водню (H 2 O 2). Встановлено, що ці токсини пошкоджують мітохондрії та виробляють широкомасштабну імунну відповідь. Головний біль та менінгізм часто є ознаками запалення, яке передається через чутливі нервові волокна трійчастого нерва в межах м'якої оболони. Пригнічення нейропсихологічних процесів спостерігається приблизно у половини тих, хто переніс бактеріальний менінгіт. Першочерговим завданням у сфері профілактики менінгіту є встановлення шляхів і засобів проникнення бактерій до мозкових оболон.
Пухлина, яка виростає з мозкових оболон, називається менінгіомою . Більшість менінгіом ростуть із павутинної оболони всередину, чинячи тиск на м'яку оболону, й далі на головний або спинний мозок. Менінгіоми складають 20 % первинних пухлин головного мозку та 12 % пухлин спинного мозку, 90 % цих пухлин є доброякісними. Менінгіоми зазвичай ростуть повільно, й тому симптоми можуть виникати через декілька років після виникнення пухлини. Найбільш часті прояви менінгеом — головний біль та судоми. Лікування цих пухлин включає хірургічне втручання та променеву терапію.

## Додаткові зображення

Мозкові оболони
- Головний мозок людини в розрізі. Демонстрація видаленої м'якої мозкової оболони з лівої півкулі мозку.
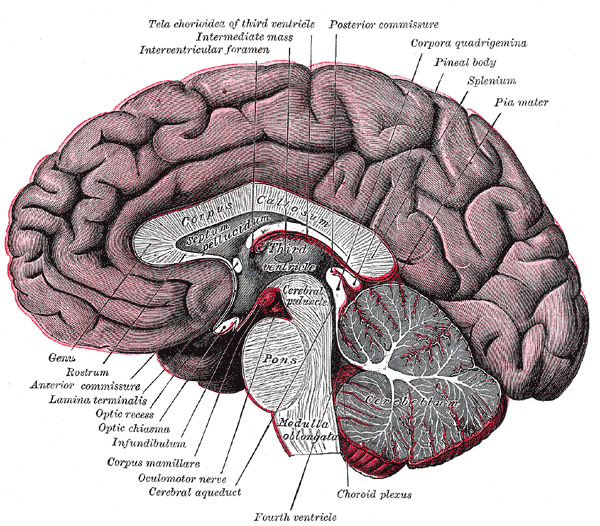
Серединний сагітальний переріз головного мозку.
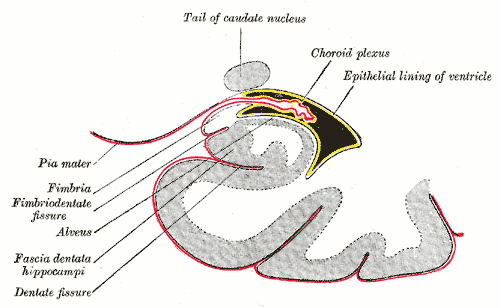
Вінцевий розріз нижнього рогу бічного шлуночку
Схематичне зображення розрізу верхньої частини черепа, яікий показує оболони мозку.
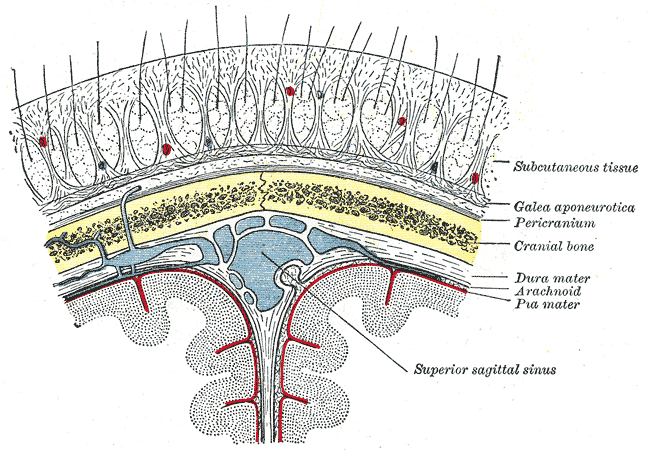
Схематичний розріз скальпа
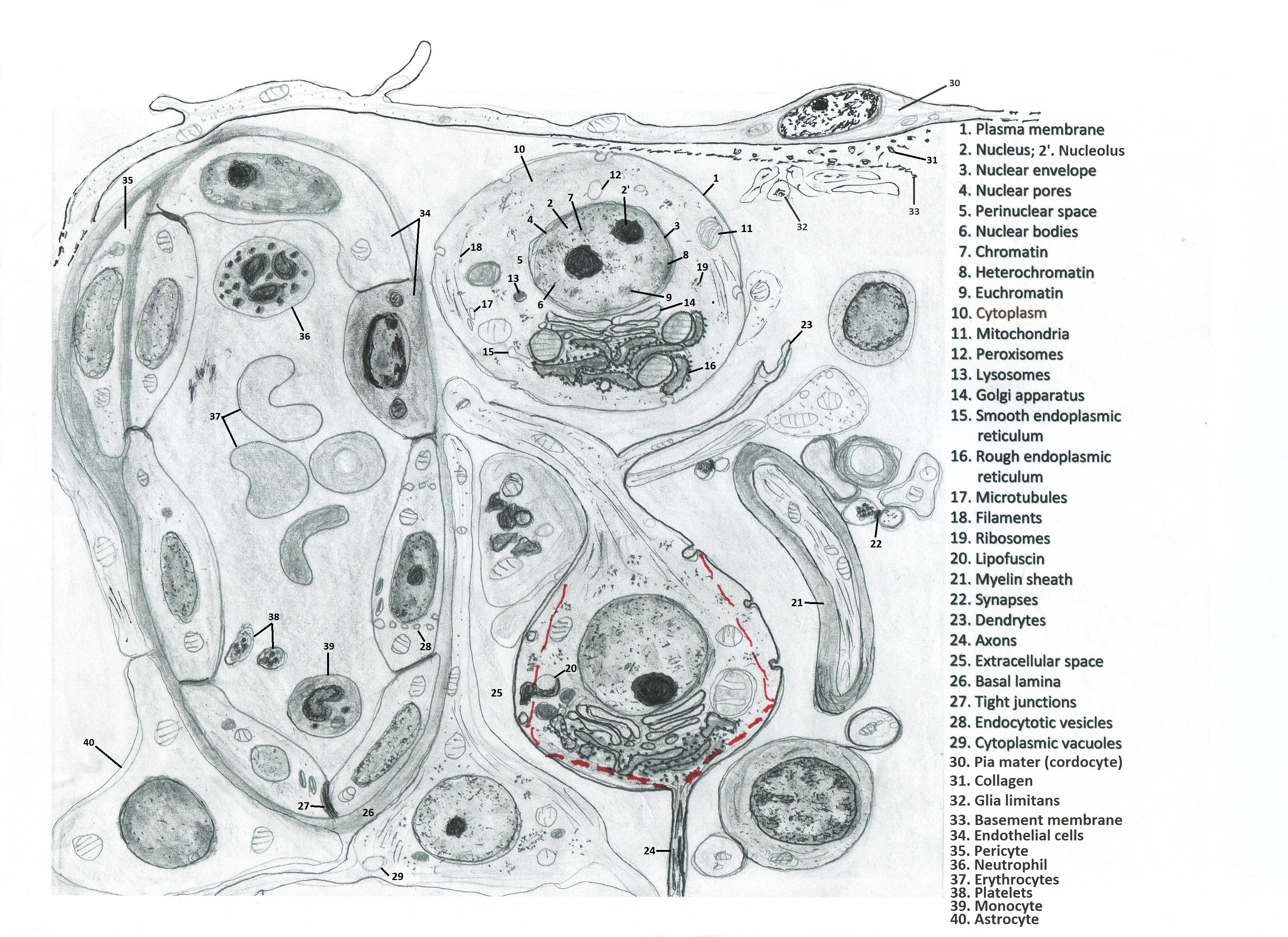
Схема мікроструктури кори головного мозку (Viorel Pais, 2012)